# Duroniella kalmyka
Duroniella kalmyka är en insektsart som först beskrevs av Adelung 1906.  Duroniella kalmyka ingår i släktet Duroniella och familjen gräshoppor. Inga underarter finns listade i Catalogue of Life.